# Eurodance
Az eurodance egy elektronikus tánczenei műfaj, amely az 1990-es évek korai időszakában indult útjára. A house, Hi-NRG, italo-disco és hiphop több elemét használja. A 2000-es évek elejétől az irányzat egyfajta modernizációs folyamaton ment keresztül, a trance és a techno elemeinek felhasználásával.
Az eurodance egyik fő jellemzője a dallamos vokál, mely vagy önmagában hallható vagy rapszöveg öleli körül. Ezt kombinálja szintetizátorhangokkal, erős basszussal és dallamos hajlításokkal, melyek együttesen alkotják az eurodance stílus alapjait.

## Meghatározás
Az Eurodance megnevezés fokozatosan fonódott egybe az európai zenei stílus bizonyos fajtáival. Aranykora az 1990-es évek közepére tehető. Nevezték "Euro-House"-nak vagy "Euro-NRG"-nek; Európában gyakran hívták "Dancefloornak" vagy egyszerűen csak "Dance"-nek.
Bár néhányan nagyon tágan értelmezik az "eurodance" stílus definícióját, az többnyire egy NRG alapú, az 1990-es évek elején induló stílust értenek alatta melyben szóló éneket vagy rapper/vokalista duettettet hallhatunk. Igaz használják a későbbi európai dance előadók stílusának leírására is, mint amilyen a Cascada.
Az Eurodance igazi klubzene, melyet általában Európában készítenek, eladható hangzása miatt a kereskedelmi rádiók és tv-csatornák is szívesen sugározzák. Néhány Eurodance dal nemzetközi népszerűségre is szert tett, különösen azok melyek előadói nem csak egy népszerű albumot voltak képesek előállítani.

## A műfaj jellemzői
Az eurodancre jellemző a szintetizátoros aláfestés, női vokál egyszerű refrénnel, férfi rap betétek, effektek és erős ütem.

### Ének
Az Eurodance szöveg pozitív, optimista és gyakran a béke, tánc, bulizás és érzelmek témaköreit járja körül, vagy erős érzelmeket jelenít meg. Az 1990-es évek elején és közepén az eurodance zenére leginkább a szóló vokál vagy a vegyes, rap és szóló vokál volt jellemző.
Sok banda használta a vokalista és/vagy rapper felállást. Például Real McCoy német rappert és amerikai énekest, Ice Mc és a Fun Factory reggae rappert, Scatman John pedig a improvizációs ének technikát alkalmazta.
De a szóló éneklés is jellemző a műfajra, mint például Alexia, Tess, Whigfield és Double You esetében.
A dalszövegek szinte kivétel nélkül angol nyelvűek, tekintet nélkül az énekes nemzetiségére, habár néhány előadó a dalokat angolul és a saját anyanyelvén is elénekelte.

### Ütem
Szinte minden eurodance dalban hangsúlyos az ütem és a ritmus. Az ütemet általában egy basszus dob adja valamilyen 4/4-es ritmusban.
Az ütemet mindig szintetizátorral adják, ami sokkal inkább a dance zene jellemzője, mintsem szájdobbal, ami a rap műfaj sajátossága. A tempó tipikusan 135 BPM körül alakul, de akár 110 és 150 leütés per perc között is változhat.

### Dallam
A legtöbb Eurodance nagyon dallamos. A női ének mellett jellemző az arpeggio szintetizátorral való alkalmazása. Ez a megkülönböztető jegye ami megkülönbözteti a Hi-NRG discótól.
A szintetizátor gyakran zongora vagy verkli, de néha egyéb hangszereket utánoz mint a sípláda.
Gyakran rövid ismétlődő riff, míg más esetekben az egész dalban a szintetizátor dominál. Néhány dalban van egy második ütem a versszakok között.

## Együttesek jellemezése
Az eurodance az eladhatóságra fejezi a hangsúlyt. Néhány producer, mint Max Martin vagy Larry Pignagnovali együttesek tucatjait szervezett.
Néhány csapat, mint Captain Jack vagy Jonny Jakobsen (Dr. Bombay) gondosan megtervezett humoros imázzsal rendelkezett. Az E-Rotic együttes szexuális dalszövegeivel és videóival hívta fel magára a figyelmet.
Amíg az együttesek single albumai rendre arany, platina vagy többszörös platina minősítést értek el, addig a teljes albumok nem voltak ilyen sikeresek.
Tipikus probléma, hogy az albumon található többi dal nem volt annyira átütő siker, az előadóművész nem volt annyira karizmatikus, hogy több millió ember figyelmét fenntartsa egy vagy több héten keresztül,
miután a single album sikeres volt.

## Története
Az eredeti eurodance többféle dance irányzat keveredése, elsősorban house és rap zene valamint a disco zene Hi-NRG változatának ötvözete.

### Hi-NRG és az italo-disco
A Hi-NRG irányzat az Egyesült Államokból indult, mint a disco zene underground, gyorsabb formája, miután már a disco zene veszített népszerűségéből.
Az 1980-as évék végén Mike Stock, Matt Aitken és Pete Waterman brit zenei producerekkel azonosították a műfajt, az 1990-es évek elején olyan bandák mint Masterboy és a 2 Unlimited képviselték a Hi-NRG kontinentális változatát.
Az eurodance a magas BPM szám és a gyakori női vokál alkalmazásával a Hi-NRG jelentős befolyásoló hatását tükrözi. Az eurodance épp úgy tekinthető az euro disco technikailag fejlettebb változatának, mint a Hi-NRG a disco stílus technikailag fejlettebb változatának.
Az italo disco és a belőle később kifejlődött eurobeat egyrészt tekinthető az eurodance egyik alfajának, másrészt a Hi-NRG európai ágának. Az Italo nagy hatással volt az eurodancere, például a sok olasz előadóművészen keresztül, mint Alexia, Cappella, CO.RO és Double You akik megőrizték az italo stílusjegyeit, mint például a női vokál erőteljes jelenlétét. A későbbi előadók mint az Eiffel 65 a dalaikban már rövid gépi ritmust is alkalmaztak.
Az Eurobeat kifejezés sokkal elterjedtebb Japánban, ahol ez az zenei stílus feltűnik Dance Dance Revolution játékban és természetesen Anime betétdalokban.

## Ismertebb előadók
| - 2 Unlimited - 2 Brothers on the 4th Floor - 2 Eivissa - 3-o-Matic - Ace of Base - Activate - Aqua - ATC - B. G., The Prince of Rap - Basic Element - Black Box - Blue System - Cappella - Captain Hollywood Project - Captain Jack - Caramell - Centory - Corona - Culture Beat - Dance 2 Trance - DJ BoBo |  | - Dr. Alban - Dr. Bombay - Dune - E-Rotic - Eiffel 65 - Fun Factory - Gala - General Base - Haddaway - Ice MC - Imperio - Interactive - Intermission - Jam & Spoon - K.O.’s (feat. Michael Buffer) - Kim Sanders - La Bouche - Loft - Magic Affair - Masterboy - Maxx |  | - Mo-Do - M. C. Sar & The Real McCoy - Mr. President - Music Instructor - Pharao - Playahitty - Prince Ital Joe feat. Marky Mark - Rednex - Scatman John - Scooter - S.E.X.Appeal - Simone Angel - Snap! - Solid Base - Sqeezer - Twenty 4 Seven - U 96 - Urban Cookie Collective - Vengaboys - Whigfield |  |